# Japanse vliegtuigen in de Tweede Wereldoorlog
Tijdens de Tweede Wereldoorlog werden door de Japanse strijdkrachten diverse vliegtuigtypes ingezet. De meeste daarvan vindt u hierna opgelijst met tussen haakjes de door de geallieerden gebruikte codenaam.

## Luchtmacht van het Japans Keizerlijk Leger

### Jachtvliegtuigen

#### Eenmotorige jachtvliegtuigen
- Kawasaki Ki-10 („Perry“)
- Nakajima Ki-27 Setsu („Nate“)
- Nakajima Ki-43 Hayabusa („Oscar“)
- Nakajima Ki-43-II Hayabusa („Oscar-II“)
- Nakajima Ki-44 Shoki („Tojo“)
- Kawasaki Ki-61 Hien („Tony“)
- Nakajima Ki-84 Hayate („Frank“)
- Nakajima Ki-100 Goshiki

#### Tweemotorige jachtvliegtuigen
- Kawasaki Ki-45 Toryu („Nick“)
- Kawasaki Ki-102 („Randy“)

### Bommenwerpers

#### Lichte bommenwerpers
- Mitsubishi Ki-30 („Ann“)
- Kawasaki Ki-32 („Mary“)
- Mitsubishi Ki-51 („Sonia“)

#### Andere bommenwerpers
- Kawasaki Ki-48 („Lily“)
- Mitsubishi Ki-21 („Sally“)
- Mitsubishi Ki-67 Hiryu („Peggy“)
- Nakajima Ki-49 Donryu („Helen“)

### Verkenningsvliegtuigen
- Mitsubishi Ki-46 („Dinah“)

### Transportvliegtuigen
- Kawasaki Ki-56 („Thalia“)
- Kokusai Ki-59 („Theresa“)
- Mitsubishi Ki-57 („Topsy“)
- Mitsubishi L3Y („Tina“) - Transportversie van de G3M bommenwerper
- Nakajima Ki-34 („Thora“)

### Vrachtzweefvliegtuigen
- Kokusai Ku-8 („Gander“)

### Opleidings- en verbindingsvliegtuigen
- Yokosuka K5Y („Willow“)

## Japanse Keizerlijke Marineluchtmacht

### Jachtvliegtuigen
- Kawanishi N1K1-J Shiden („George“)
- Mitsubishi A5M Kansen („Claude“)
- Mitsubishi A6M Reisen („Zero“)
- Mitsubishi A7M Reppu („Sam“)
- Mitsubishi J2M Raiden („Jack“)
- Nakajima J1N Gekko („Irving“)

### Verkenningsvliegtuigen
- Kyushu Q1W1 („Tokai“)
- Nakajima C6N („Saiun“)
- Yokosuka R2Y („Kaiun“)

### Bommenwerpers
- Mitsubishi G3M Chokou („Nell“)
- Mitsubishi G4M Hamaki („Betty“)
- P1Y Ginga („Frances“)

#### Duikbommenwerpers
- Aichi D1A („Susie“)
- Aichi D3A Kanbaku („Val“)
- Yokosuka D4Y Suisei („Judy“)

#### Torpedobommenwerper
- Aichi B7A Ryusei („Grace“)
- Nakajima B5N Kankoh („Kate“)
- Nakajima B6N Tenzan („Jill“)

### Watervliegtuigen
- Kawanishi H6K („Mavis“)
- Kawanishi H8K („Emily“
- Aichi E11A („Laura“)
- Aichi E13A („Jake“)
- Aichi E16A („Paul“)
- Aichi M6A
- Kawanishi E7K („Alf“)
- Kawanishi N1K1 Kyofu („Rex“)
- Mitsubishi F1M („Pete“)
- Yokosuka E14Y1

## Prototypes

### Jachtvliegtuigen
- Aichi S1A
- Kyushu J7W Shinden
- Mitsubishi J8M Shusui
- Nakajima J9Y Kikka
- Nakajima Ki-87
- Yokosuka MXY-7 Oka („Baka“) - bemande vliegende bom

### Bommenwerpers
- Nakajima G5N („Liz“)
- Nakajima G8N („Rita“)

### Verkenningsvliegtuigen
- Tachikawa Ki-70 („Clara“)

### Vrachtzweefvliegtuigen
- Kokusai Ku-7
- Kugisho  MXY-5